# Hannu Manninen
Hannu Manninen (n. 17 aprilie 1978, Rovaniemi, Lapin lääni, Finlanda) este un schior de fond ce a reprezentat Finlanda, medaliat olimpic. A participat la 5 ediții ale Jocurilor Olimpice (1994, 1998, 2002, 2006, 2010) în care a câștigat o medalie de aur, o medalie de argint și o medalie de bronz.